# Geastrum triplex
Espèce
Geastrum triplex, le Géastre à trois enveloppes,  Géastre à trois couches ou Étoile de terre, est une espèce de champignons agaricomycètes de la famille des Geastraceae.

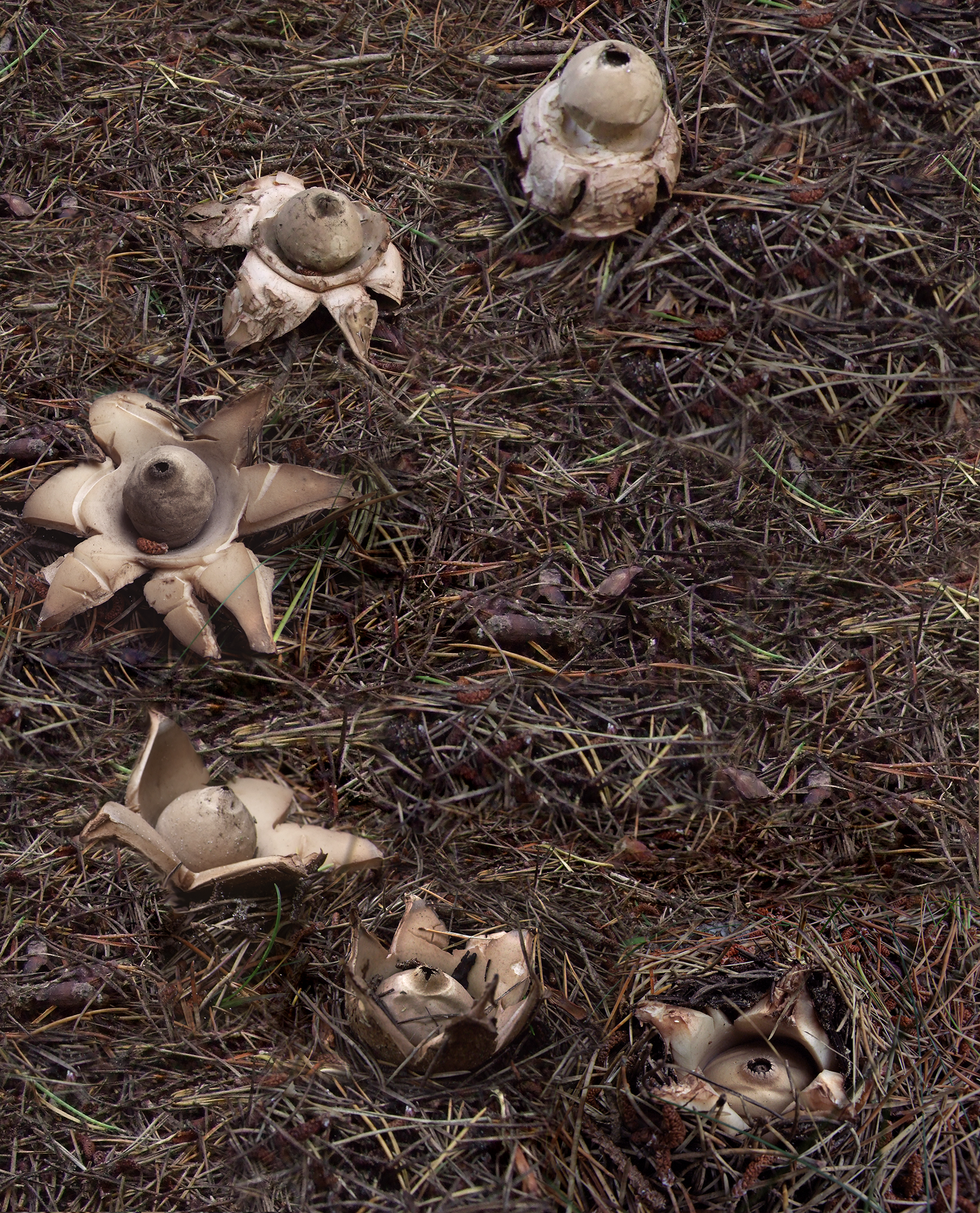
Étapes d'émergence du champignon.